# Jufal
Jufal (nep. जुफाल) – gaun wikas samiti w zachodniej części Nepalu w strefie Karnali w dystrykcie Dolpa. Według nepalskiego spisu powszechnego z 2001 roku liczył on 373 gospodarstw domowych i 1858 mieszkańców (916 kobiet i 942 mężczyzn).